# Kędzierzynka
Kędzierzynka – wieś w Polsce położona w województwie małopolskim, w powiecie myślenickim, w gminie Dobczyce.
W latach 1975–1998 miejscowość administracyjnie należała do województwa krakowskiego.

## Części  wsi
| SIMC    | Nazwa    | Rodzaj    |
| ------- | -------- | --------- |
| 0316750 | Brzegi   | część wsi |
| 0316766 | Górkówka | część wsi |
| 0316772 | Granice  | część wsi |
| 0316789 | Siciny   | część wsi |
| 0316795 | Zadziele | część wsi |

## Przysiółki wchodzące w skład sołectwa
Knieje, Brusznica, Boczoniec (Boconiec), Zadziele, Pod Willą, Kobylanka (Kobylonka), Siciny, Brzegi, Pod Olszyną, Łącki, Zielona, Potoki, Działy (Dzioły), Sękówka, Granice, Brzeg, Koźmicówka.
Sołectwo zajmuje obszar 498,3 ha.

## Historia

### Średniowiecze
Historia Kędzierzynki sięga XIII wieku. W średniowieczu istniała tutaj miejscowość o nazwie Kędzierza Wola. Później wieś należała do dóbr Stadnickich herbu Drużyna. Długosz pisał, że w Kędzierzynce siedzą [...] kmiecie łanowi i płacą dziesięcinę do kościoła Najświętszej Marii Panny w Gdowie. Wspomina też, że we wsi istnieją dwie karczmy.

Byli także kmiecie łanowi (posiadający co najmniej po 30 mórg ziemi). Pamięć o karczmach pozostała na długo wśród miejscowej ludności.
W 1513 roku Wojciech Stadnicki sprzedaje Kędzierzynkę (razem ze Stadnikami, Zegartowicami i Fałkowicami) Mikołajowi, synowi Jana z Wielopola. Żyjąc bezżennie, nowy właściciel umiera w 1535 roku bez potomka, dobra swoje dzieli na donacje i krótko przed śmiercią zapisuje swoim synowcom stryjecznym.

### Okres zaborów
W 1846 r. ludność Kędzierzynki nie brała udziału w rzezi gdowskiej. Na przełomie XIX i XX wieku wielu ludzi emigrowało z powodów ekonomicznych, przede wszystkim do Stanów Zjednoczonych. Niektórzy wracali z emigracji, a zaoszczędzone pieniądze przeznaczali na rozwój swych gospodarstw.
W 15-tomowym dziele pod tytułem "Słownik Geograficzny Królestwa Polskiego i innych ziem słowiańskich" znajduje się następująca informacja (tom III, 1882 rok, strona 955):
"Kędzierzynka, albo Kędzierzyna Wola, wieś w powiecie wielickim, w dolinie Raby i potoku Kędzierzynki, 238 m n.p.m., należy do parafii rzymskokatolickiej w Gdowie, odległość od Dobczyc wynosi 7 km; ma 330 mieszkańców rzymskich katolików. Większa posiadłość ma obszaru 51 mórg roli i 295 mórg lasu; mniejsza 271 mórg roli, 56 mórg łąk, 61 mórg pastwisk i 127 mórg lasu. Graniczy na północ ze Stadnikami, na wschód ze Strzyszową, na południe Krzyworzeką. W XV w. była własnością Stadnickich".
(skróty z oryginału rozwinięte, poza tym cytat dosłowny, stąd np. błędnie "Strzyszowa" zamiast Stryszowa jak obecnie)
W 1904 roku właścicielami posiadłości w Kędzierzynce są: A. Fink, Czarnowscy, Fihause'owa. Wieś zamieszkuje 278 osób.

### Dwudziestolecie międzywojenne
W okresie międzywojennym rozwinęła się we wsi działalność młodzieży zorganizowanej w Kole Młodzieży przy MTR.
W latach 1928–1939 powstały w kilku gospodarstwach ogrody owocowe. Rozwijało się pszczelarstwo.
Koło młodzieży wystawiało we wsi i okolicznych miejscowościach takie sztuki jak m.in. Karpaccy Górale i Cyganie.
W 1928 r. z funduszów Koła Młodzieży i składek mieszkańców wsi zbudowano pomnik obok szkoły – jako wyraz rozwijającej się kultury i patriotyzmu ku czci 10-lecia niepodległości Polski. Pomnik wykonał Jakub Zabdyr, ludowy artysta, z zawodu murarz. Mieszkał on w Stadnikach. W postumencie pomnika wmurowano akt erekcyjny.
W latach 1936–1939, wraz z ożywieniem życia gospodarczego kraju we wsi w wielu gospodarstwach na miejscu sierpa pojawiła się kosa, zarzucono orkę na wąskie zagony. Pojawiły się również kieraty konne, młockarnie na korby.

### II wojna światowa
Panika, jaka ogarnęła społeczeństwo w chwili wybuchu wojny, ogarnęła również i wieś. Wielu mieszkańców wsi ruszyło do ucieczki. Po kilku tygodniach obdarci, głodni, zmęczeni powrócili do swoich domów. Wielu uciekinierów dotarło do wschodnich krańców Polski.
Wieś leżąca na uboczu od głównych szlaków nie była nawiedzana przez Niemców, widziano ich sporadycznie. Najczęściej pojawiała się żandarmeria, głównie przy budowie rowów przeciwczołgowych.
We wsi organizowano tajne nauczanie (1940–1945). Na kompletach przerabiano program szkoły średniej. Na koniec roku odbywały się egzaminy z udziałem komisji oraz delegata na powiat myślenicki. Świadectwa egzaminacyjne sporządzano na kartkach, wkładano je do butelek i zakorkowane wkopywano w ziemię. Po zakończeniu wojny były one weryfikowane przez Powiatową Komisję Egzaminacyjną w Myślenicach.
Wieś była położona na uboczu i otoczona z trzech stron lasem, co sprzyjało działalności konspiracyjnej. Znajdowały się tutaj kwatery Oddziału Partyzanckiego "Żółw" dowodzonego przez Franciszka Mroza ("Żółw", "Bóbr") pochodzącego z sąsiedniej Skrzynki.
Kędzierzynka była też azylem dla wielu rodzin inteligencji z różnych części Polski. Ludzie zbierali się prawie codziennie, słuchali nowin przywiezionych z terenu lub czytali prasę podziemną.

### Czasy PRL-u
Nadejście roku 1945 i końca wojny nie oznacza spokoju dla mieszkańców Kędzierzynki i okolic. Represje NKWD i UB skierowane w członków AK skutkują powstaniem w sierpniu 1946 roku oddziału Zrzeszenia Wolność i Niezawisłość pod dowództwem Franciszka Mroza. Większość członków tego oddziału zostaje aresztowana pod koniec 1946 roku lub ujawnia się na początku 1947. Dowódca Mróz pozostaje w ukryciu, wkrótce nawiązując kontakt z por. Józefem Miką ("Wrzos", "Leszek") z pobliskiego Gruszowa. Wspólnie organizują czteroosobowy oddział partyzancki, który zostaje rozbity przez UB dopiero w październiku 1950 roku.
Wielu mieszkańców wsi zaczęło wyjeżdżać do pracy do Wieliczki, Płaszowa, Podgórza i Nowej Huty. Pojawiły się motory spalinowe. Domy przestawano kryć gontem, a najczęściej dachówką. Coraz częściej rozlegał się we wsi warkot samochodów czy motocykli. Wielu gospodarzy posiadało siewniki.
Za tym rozwojem gospodarczym nie szedł w parze rozwój kulturalny wsi. Istniejący wówczas w szkole punkt biblioteczny nie przyciągał wielu czytelników.
Młodzież nie kontynuowała tradycji z okresu międzywojennego i nie organizowała poważniejszych imprez kulturalno-rozrywkowych. Inicjatywą kulturalną wykazywało się Kółko Rolnicze.
Na terenie wsi działa Ochotnicza Straż Pożarna.

## Zabytki
- Pomnik Niepodległości Polski ufundowany przez "wieśniaków Kędzierzynki" w 1928 r. w dziesiątą rocznicę odzyskania przez Polskę niepodległości;
- Kamienna kapliczka z Matką Boską, ufundowana w 1871 r. przez Sebastiana i Franciszkę Mixa.

## Turystyka
Wieś ze względu na położenie i sąsiedztwo lasów jest miejscem wycieczek turystów i grzybiarzy, także miejscem wypoczynku.